# إدوارد جاي هوغن
إدوارد جاي هوغن (بالإنجليزية: Edward J. Hogan)‏ هو منافس ألعاب قوى أمريكي، ولد في 10 ديسمبر 1897 في يونغزتاون في الولايات المتحدة، وتوفي في 24 مارس 1976 في مونتيري بارك في الولايات المتحدة.